# Chondrinidae
Chondrinidae Steenberg, 1925 è una famiglia di molluschi gasteropodi polmonati dell'ordine Stylommatophora.

## Tassonomia
La famiglia è suddivisa in due sottofamiglie che comprendono sette generi:
- Sottofamiglia Chondrininae Steenberg, 1925
  - Abida W. Turton, 1831
  - Chondrina Reichenbach, 1828
  - Rupestrella Monterosato, 1894
- Sottofamiglia Granariinae Kokshoorn & E. Gittenberger, 2010
  - Granaria Held, 1838
  - Graniberia E. Gittenberger, Kokshoorn, Bössneck, Reijnen & Groenenberg, 2016
  - Granopupa O. Boettger, 1889
  - Solatopupa Pilsbry, 1917